# 原道路
原道路，是廣東廣州的一條西北-東南走向道路，位於越秀區華僑新村東南角，區莊立交西北角，西北邊從友愛路、愛國路同團結路的交界開始，一直通往環市東路同先烈南、中路交界。

## 敘述
全長449m，闊12m，雙向2車道。

## 歷史
道路名稱來自廣東原道聖經學院（Canton Bible School），原址東沙路永泰村（現區莊東山廣場後邊，華僑新村東側）。1925年美國人 George S. Benson（班傳馨）到香港組織有基督教會，初稱為「基督會」，約三十年代改叫「基督教會」，基督教會來粵傳教，長眠香港的美國傳教士有E.L. Broaddus（白賚德）及Elizabeth Bernard（包賴基），這些傳教士生前在1930年就在廣州開辦了這個原道聖經學校，為本地培養傳道人。由於戰亂緣故，相關工作活動沒有留下痕跡。

## 與之交匯的道路
條路從西北到東南排列，加粗為主幹道：
- 友愛路、愛國路、團結路
- 團結路
- 光明路
- 環市東路、先烈南路、先烈中路